# Ditzingen
Ditzingen – miasto w Niemczech, w kraju związkowym Badenia-Wirtembergia, w rejencji Stuttgart, w regionie Stuttgart, w powiecie Ludwigsburg. Leży ok. 10 km na południowy zachód od Ludwigsburga, przy autostradzie A81.
W mieście znajduje się stacja kolejowa Ditzingen.

## Współpraca
Miejscowości partnerskie:
- Gyula, Węgry
- Rillieux-la-Pape, Francja